# Dekanat małorycki
Dekanat małorycki – jeden z dziewięciu dekanatów wchodzących w skład eparchii brzeskiej i kobryńskiej Egzarchatu Białoruskiego Patriarchatu Moskiewskiego.

## Parafie w dekanacie
- Parafia Przemienienia Pańskiego w Chocisławiu
  - Cerkiew Przemienienia Pańskiego w Chocisławiu
  - Cerkiew Smoleńskiej Ikony Matki Bożej w Suszytnicy (w budowie)
  - Kaplica św. Onufrego w Chocisławiu
- Parafia Narodzenia Najświętszej Maryi Panny w Czernianach
  - Cerkiew Narodzenia Najświętszej Maryi Panny w Czernianach
- Parafia Narodzenia Najświętszej Maryi Panny w Doropiejewiczach
  - Cerkiew Narodzenia Najświętszej Maryi Panny w Doropiejewiczach
- Parafia Zaśnięcia Najświętszej Maryi Panny w Hwoźnicy
  - Cerkiew Zaśnięcia Najświętszej Maryi Panny w Hwoźnicy
  - Kaplica św. Jana Teologa w Brodziatynie
- Parafia Narodzenia Najświętszej Maryi Panny w Lachowcach
  - Cerkiew Narodzenia Najświętszej Maryi Panny w Lachowcach
  - Cerkiew św. Mikołaja Cudotwórcy w Lachowcach
- Parafia Łukowskiej Ikony Matki Bożej w Łukowie
  - Cerkiew Łukowskiej Ikony Matki Bożej w Łukowie
  - Kaplica Objawienia Matki Bożej w Łukowie
- Parafia Małoryckiej Ikony Matki Bożej w Małorycie
  - Cerkiew Małoryckiej Ikony Matki Bożej w Małorycie
- Parafia św. Mikołaja Cudotwórcy w Małorycie
  - Cerkiew św. Mikołaja Cudotwórcy w Małorycie
  - Kaplica Zmartwychwstania Pańskiego w Małorycie
- Parafia św. Michała Archanioła w Masiewiczach
  - Cerkiew św. Michała Archanioła w Masiewiczach
- Parafia Narodzenia Najświętszej Maryi Panny w Mokranach
  - Cerkiew Narodzenia Najświętszej Maryi Panny w Mokranach
- Parafia Przemienienia Pańskiego w Ołtuszu
  - Cerkiew Przemienienia Pańskiego w Ołtuszu
  - Kaplica św. Aleksego, Metropolity Moskiewskiego w Ołtuszu
- Parafia św. Paraskiewy Piątnicy w Orzechowie
  - Cerkiew św. Paraskiewy Piątnickiej w Orzechowie
- Parafia Trzech Świętych Hierarchów w Radzieżu
  - Cerkiew Trzech Świętych Hierarchów w Radzieżu
- Parafia św. Proroka Eliasza w Wielkorycie
  - Cerkiew św. Proroka Eliasza w Wielkorycie
- Parafia św. Mikołaja Cudotwórcy w Zamszanach
  - Cerkiew św. Mikołaja Cudotwórcy w Zamszanach
  - Kaplica w Zamszanach
- Parafia Opieki Matki Bożej w Zburażu
  - Cerkiew Opieki Matki Bożej w Zburażu

## Galeria

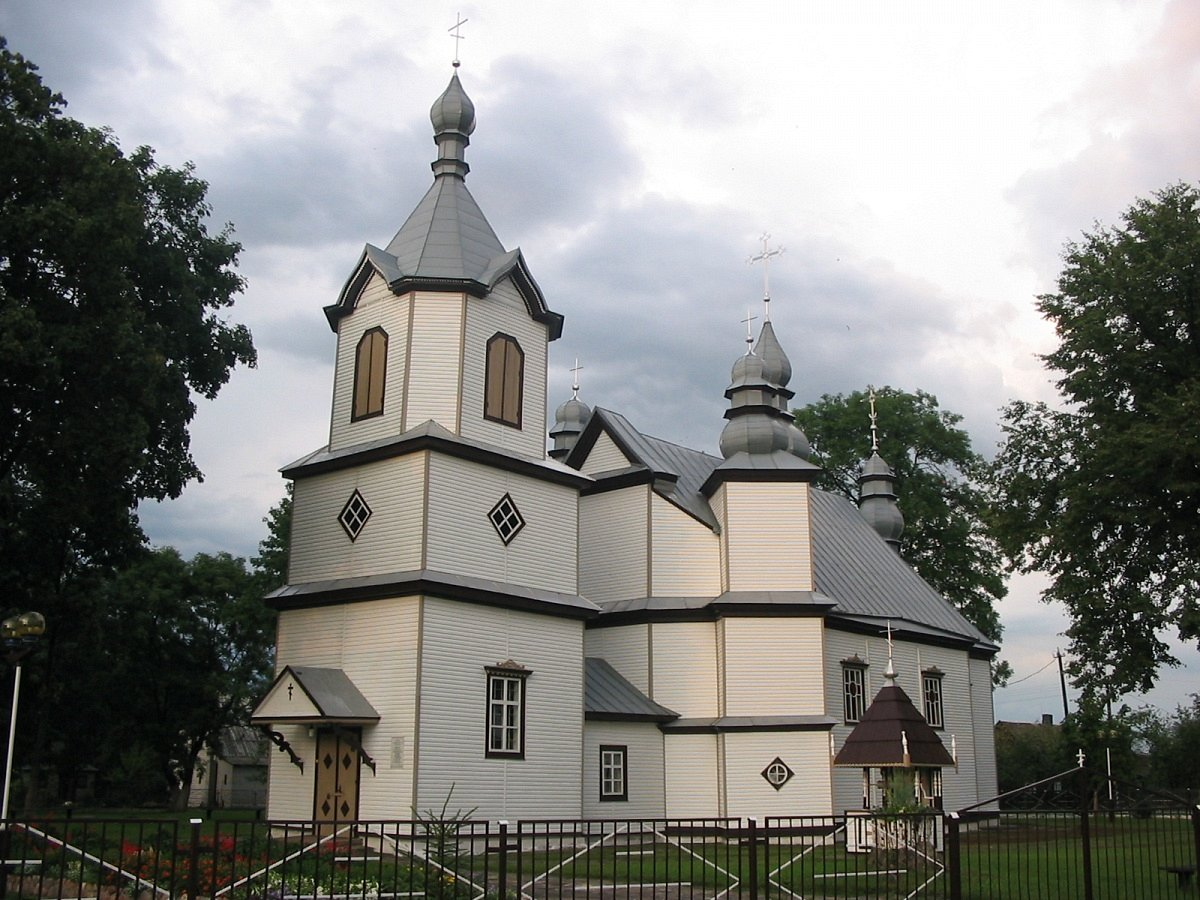
Cerkiew Przemienienia Pańskiego w Chocisławiu
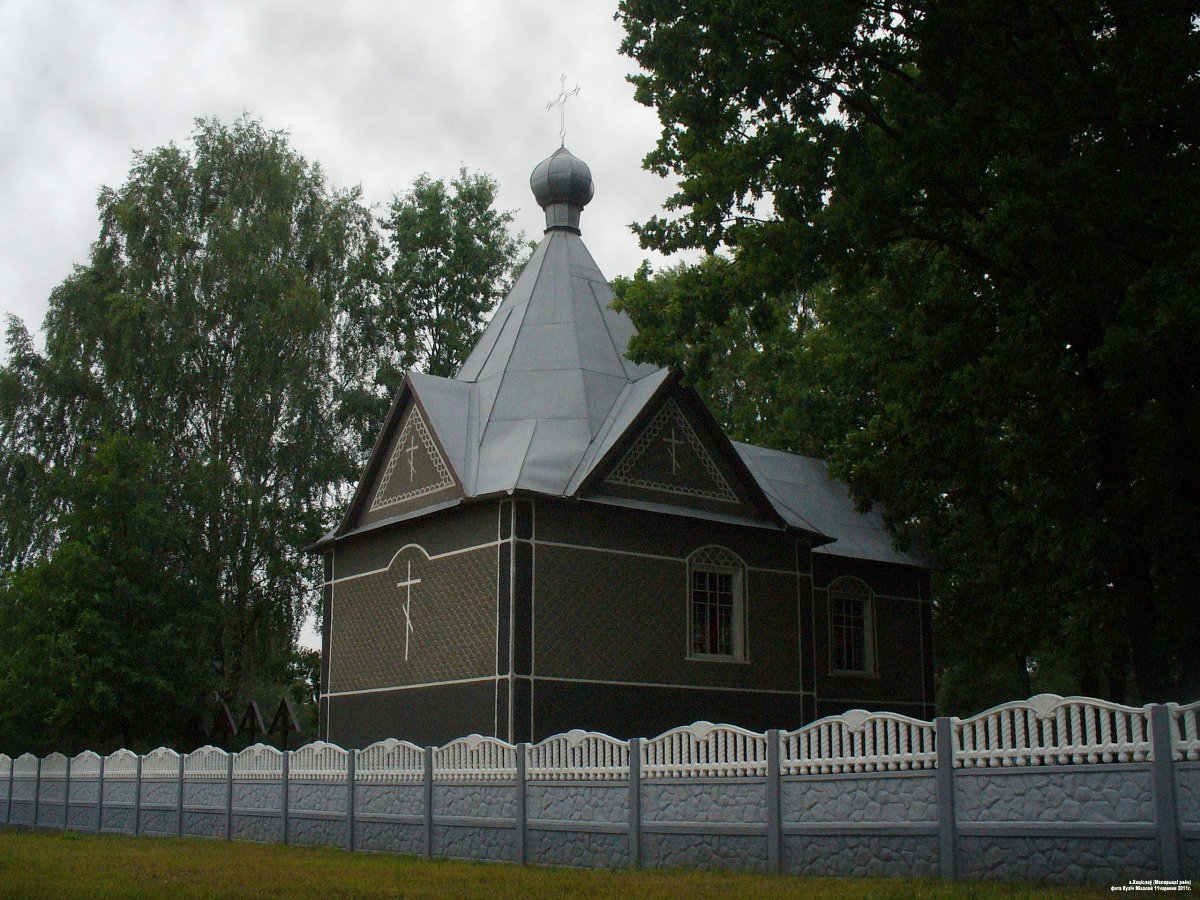
Kaplica św. Onufrego w Chocisławiu
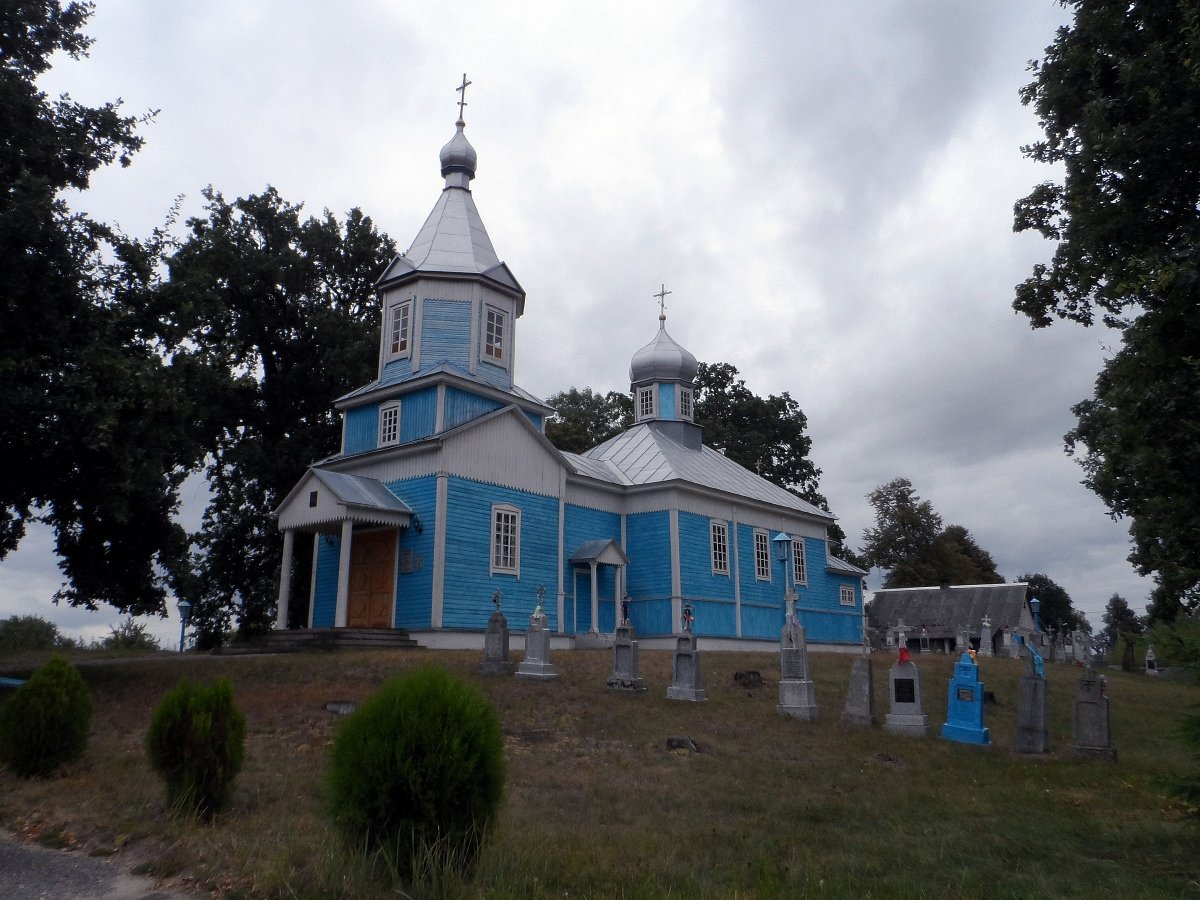
Cerkiew Narodzenia Najświętszej Maryi Panny w Czernianach
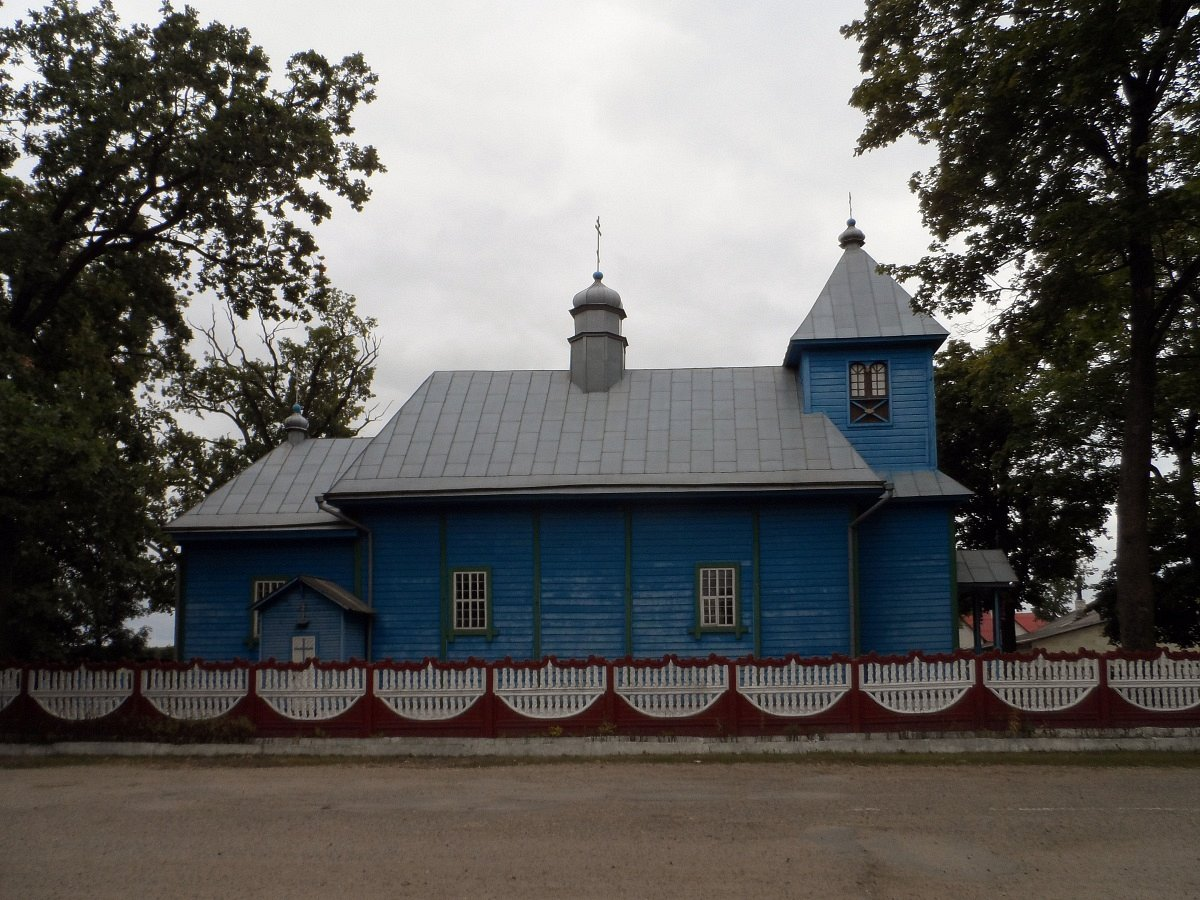
Cerkiew Narodzenia Najświętszej Maryi Panny w Doropiejewiczach
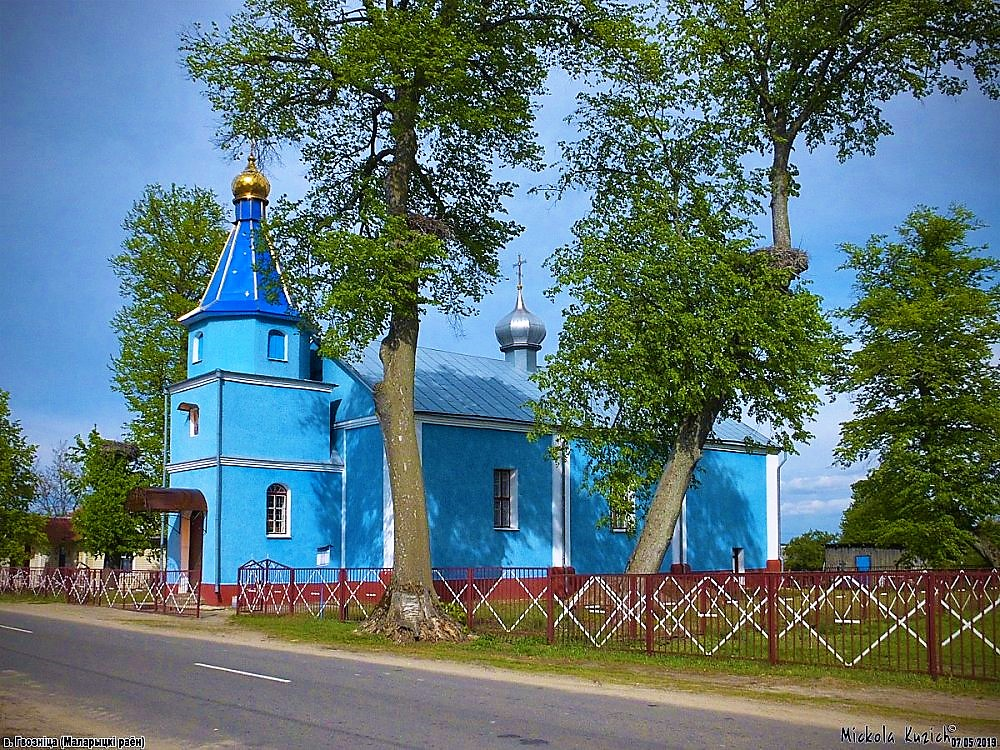
Cerkiew Zaśnięcia Najświętszej Maryi Panny w Gwoźnicy
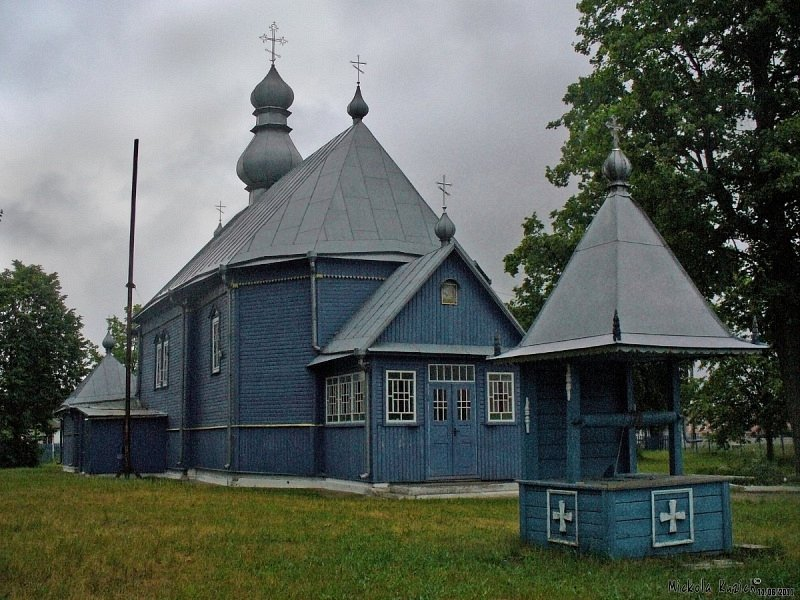
Cerkiew Narodzenia Najświętszej Maryi Panny w Lachowcach
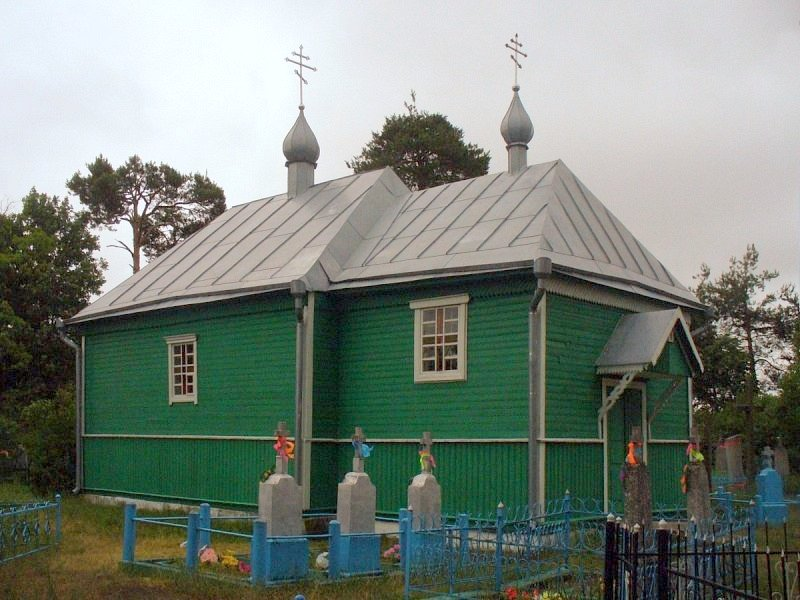
Cerkiew św. Mikołaja Cudotwórcy w Lachowcach
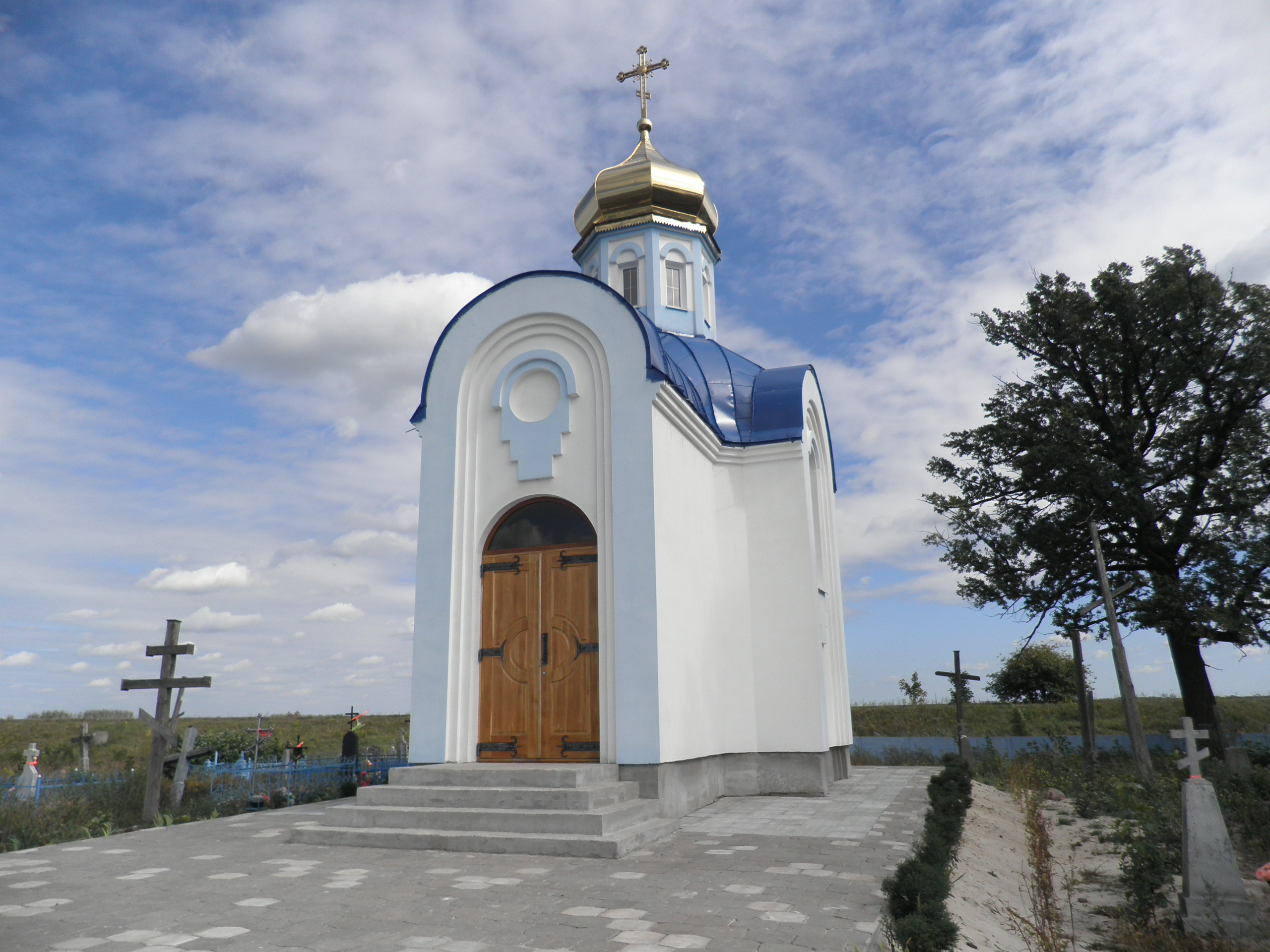
Kaplica Objawienia Matki Bożej w Łukowie
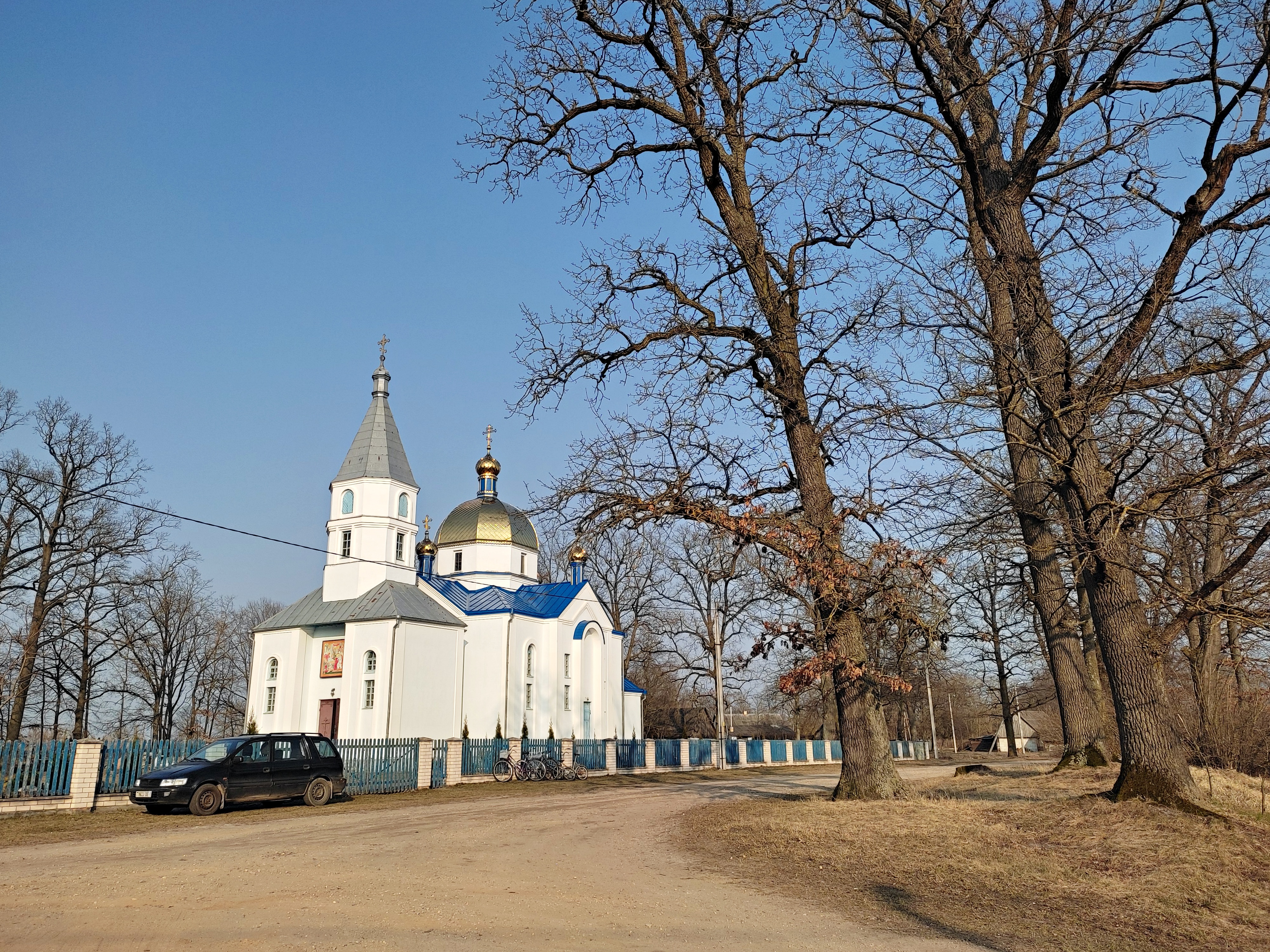
Cerkiew Narodzenia Najświętszej Maryi Panny w Mokranach
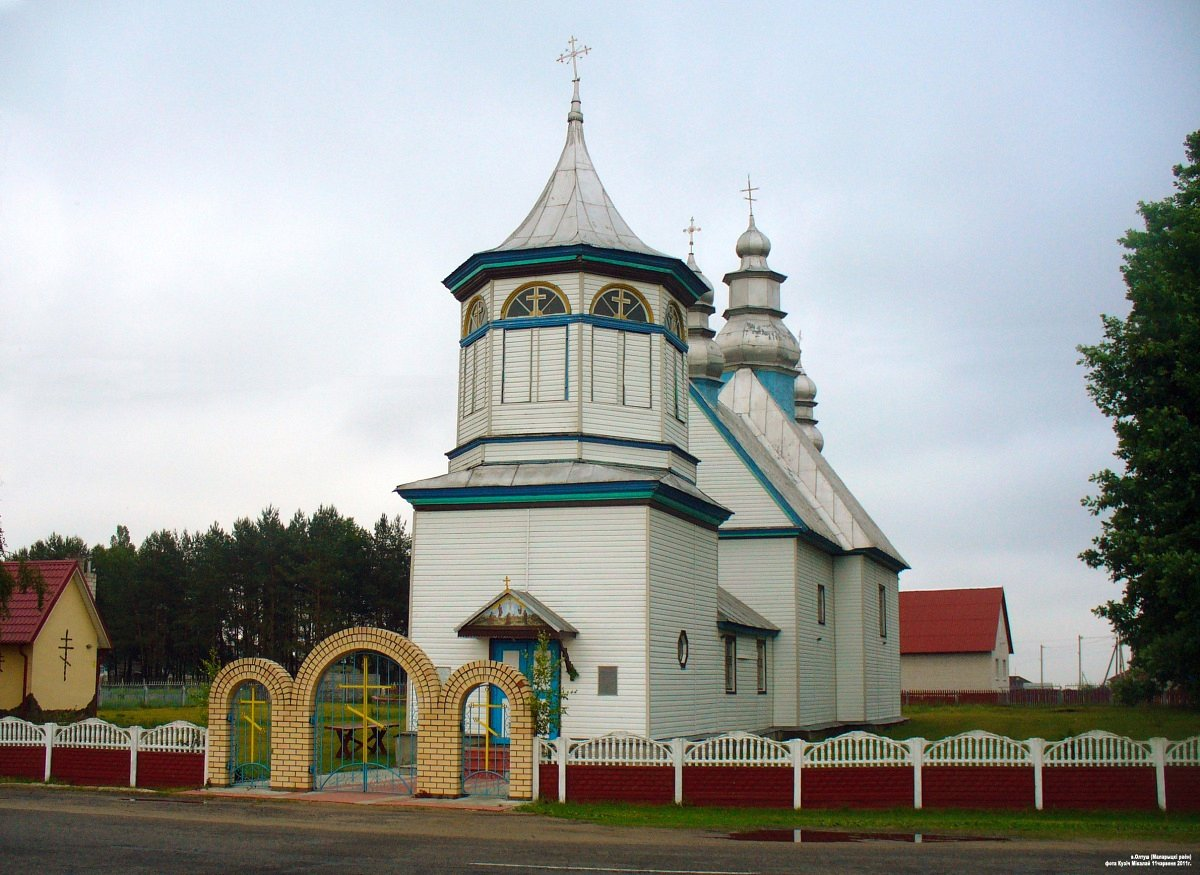
Cerkiew Przemienienia Pańskiego w Ołtuszu
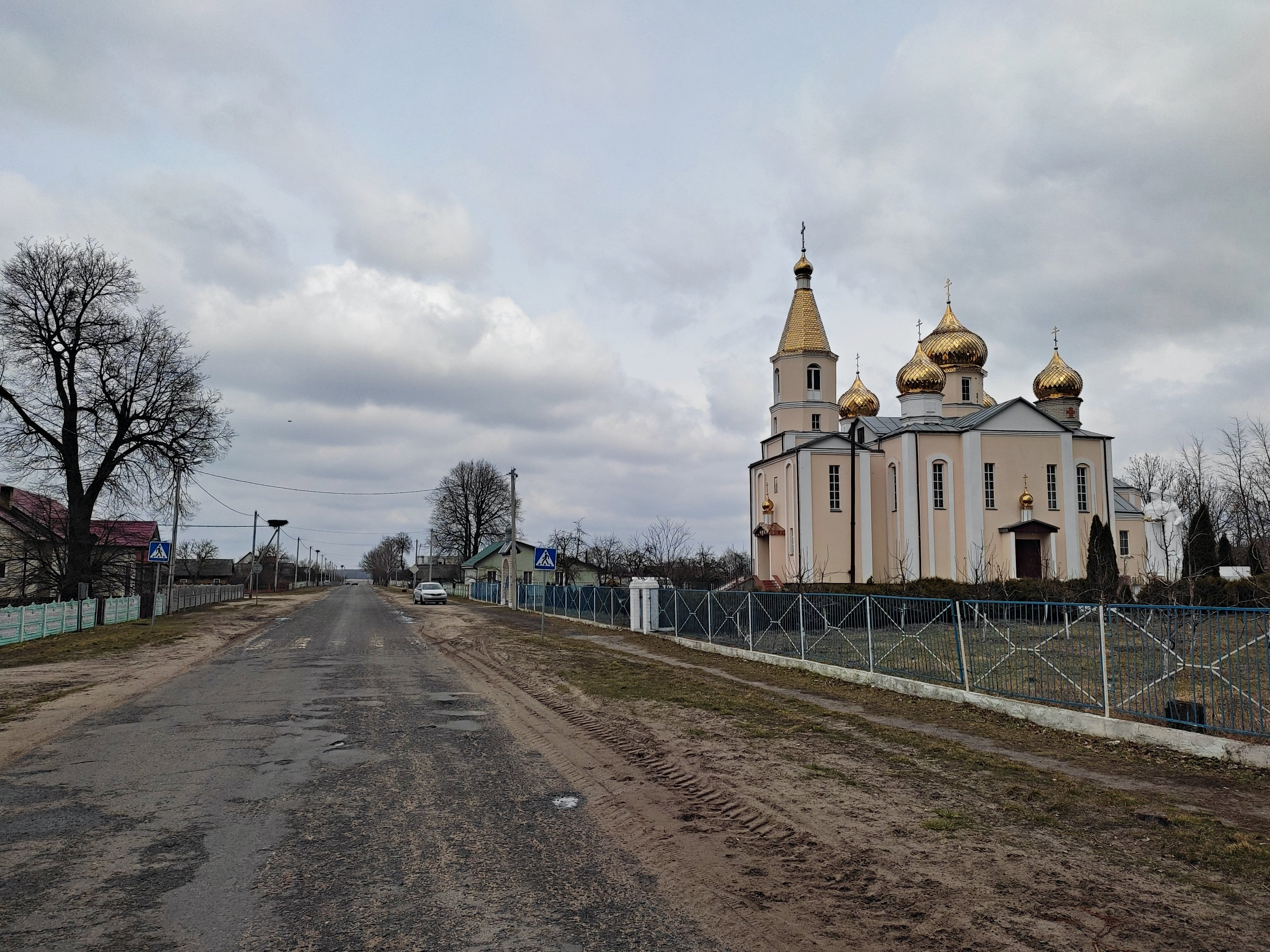
Cerkiew św. Paraskiewy Piątnickiej w Orzechowie
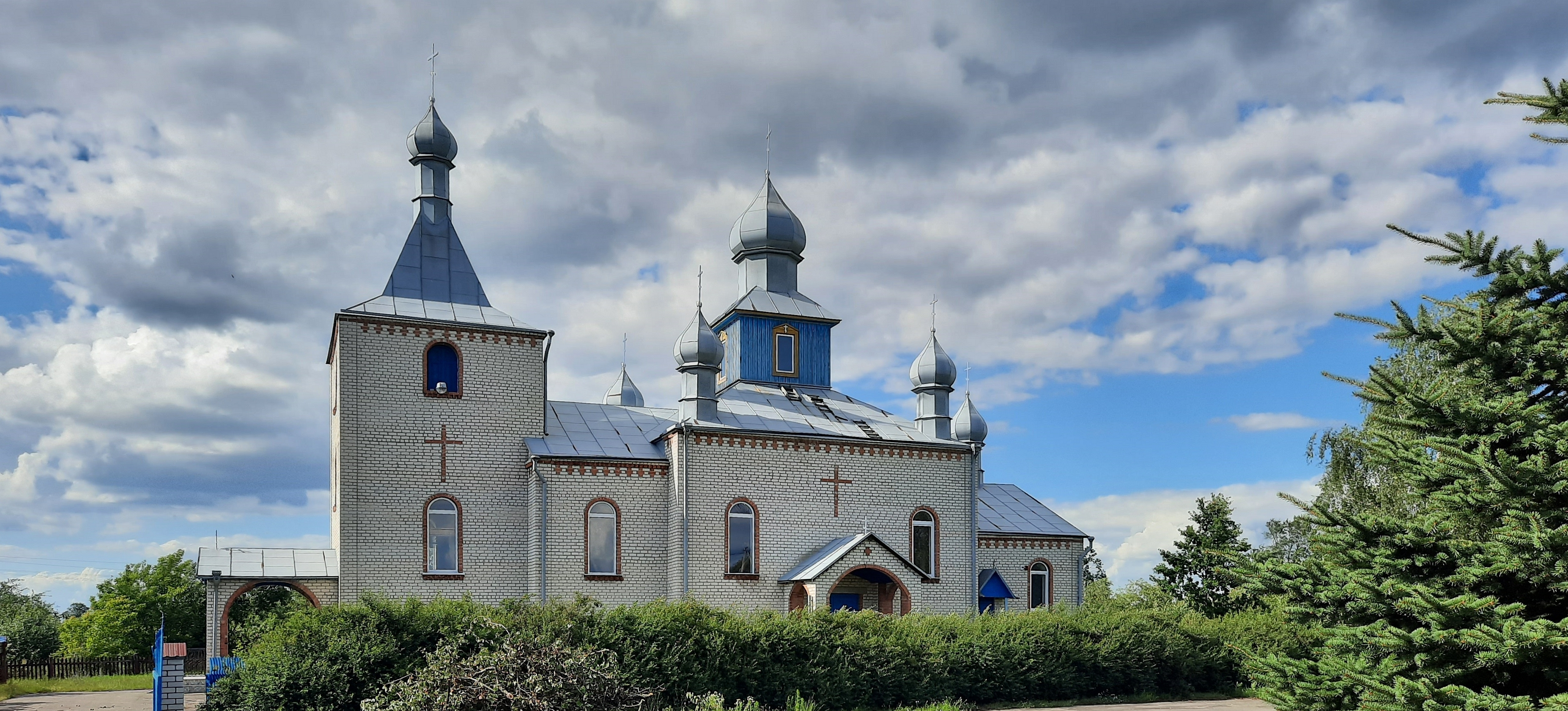
Cerkiew św. Proroka Eliasza w Wielkorycie
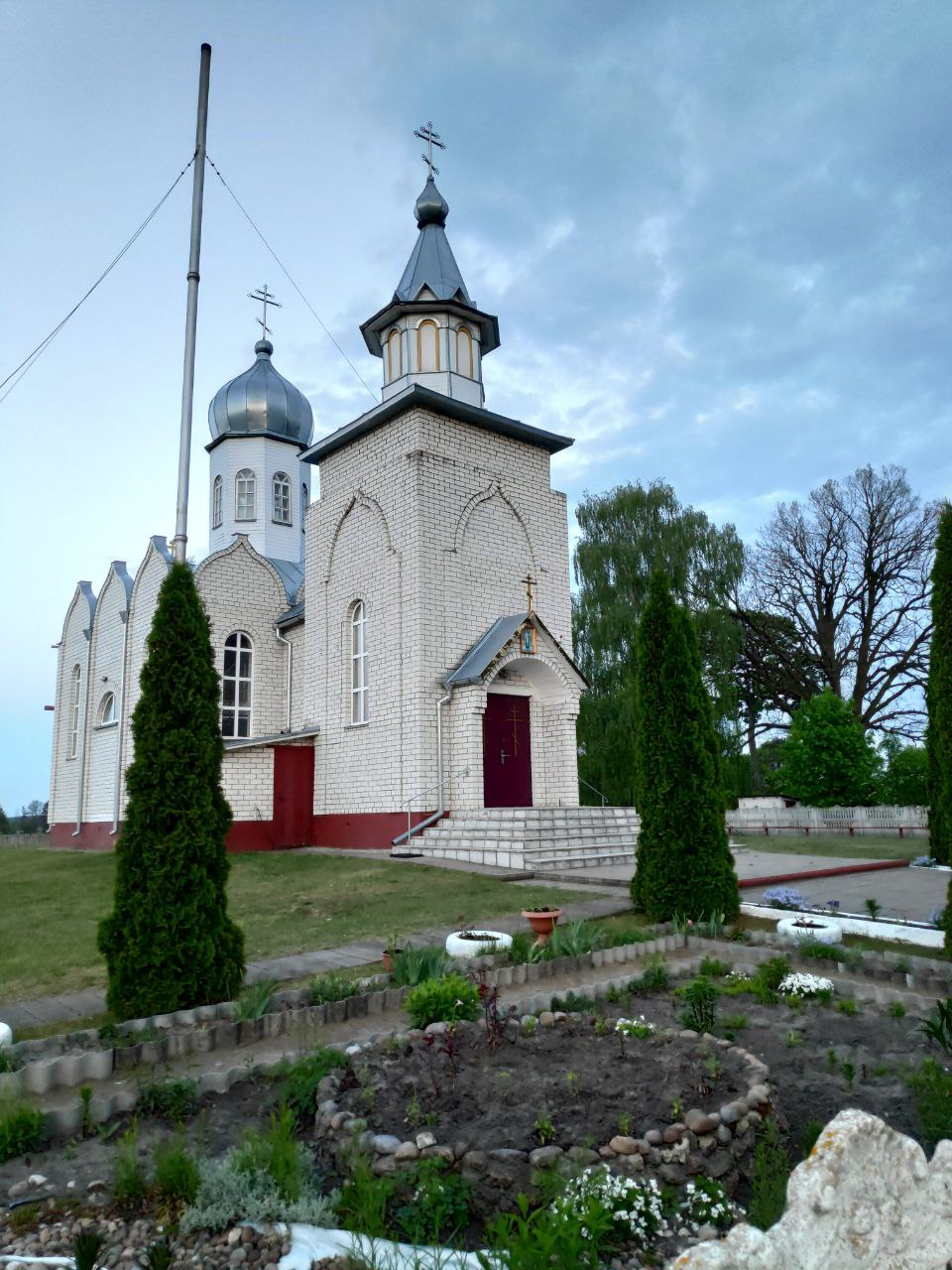
Cerkiew św. Mikołaja Cudotwórcy w Zamszanach
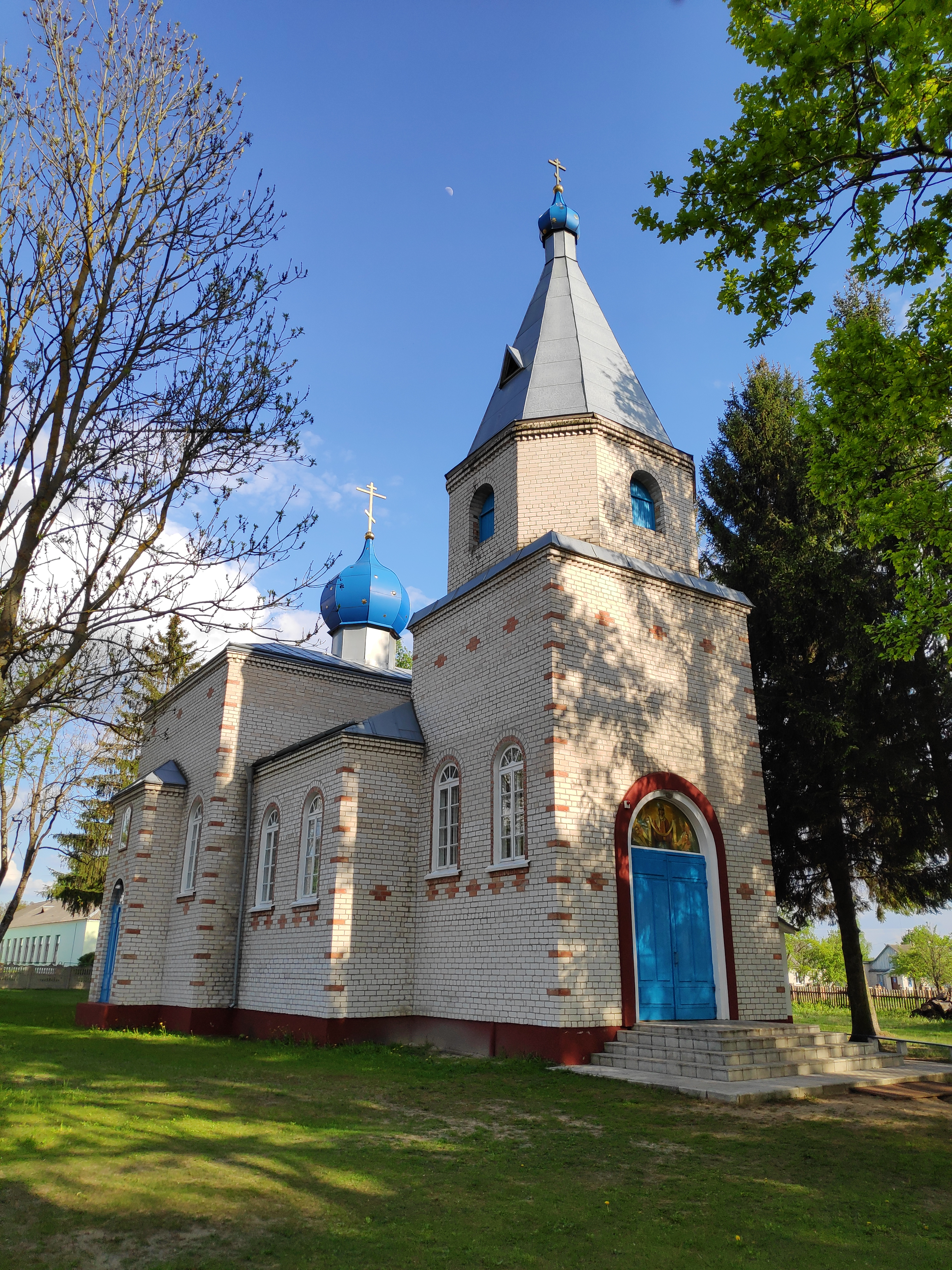
Cerkiew Opieki Matki Bożej w Zburażu